# Spondeus
Spondeus (auch Spondäus; Plural Spondeen; altgriechisch σπονδεῖος spondeios, von σπονδή spondē, deutsch ‚Trankopfer‘, Versmaß des Opferliedes; lateinisch spondēus) bezeichnet in der Verslehre einen Versfuß, der im quantitierenden griechischen und lateinischen Versmaß aus zwei langen Silben besteht, in metrischer Notation also:
— —
In der metrischen Formelnotation wird der Spondeus mit sp abgekürzt.
Der Spondeus tritt nicht versbildend auf, das heißt, es gibt kein aus Spondeen bestehendes Versmaß, sondern er erscheint im Vers als rhythmische Variante vor allem des Daktylus und des Anapäst, seltener bei Jambus oder Trochäus. Im Hexameter, wo er in den ersten vier Füßen eintreten kann, dient er als Mittel der Abwechslung zur Vermeidung von Eintönigkeit.
Mit Spondeus im fünften Fuß wird der Hexameter als Spondiacus oder Spondeiazon bezeichnet, besteht er nur aus Spondeen, heißt er Holospondeus.

## Deutsche Spondeen
Im Deutschen tritt bei der Nachbildung der antiken quantitierenden Versmaße an die Stelle der Silbenlänge als organisierendes Prinzip die Silbenbetonung.
Der Spondeus ist nach diesem Prinzip im Deutschen nur schwer nachzubilden, da zwei aufeinanderfolgende betonte Silben eine dazwischen liegende Sprechpause bedingen (Hebungsprall). Wenn das Versmaß eine solche Sprechpause an der betreffenden Stelle erlaubt oder fordert, wie zum Beispiel an den Hauptzäsuren des Hexameters, kann ein Spondeus problemlos gebildet werden:
Aber ins Zimmer gekehrt, sprach Grosser: Na, Frauchen, was meinst du?
—◡◡ˌ—◡◡ˌ— ‖ —ˌ—◡ | ◡ˌ—◡◡ˌ—◡
Ist eine Zäsur nicht zulässig, so kann man stattdessen zwar zwei lange Silben aufeinanderfolgen lassen („Blutmond“), von denen dann meist die erste die Hauptbetonung trägt, während die zweite nur nebenbetont ist; das regelhafte Prinzip der Nachbildung (Betonung für Länge) wird aber dadurch nicht erfüllt. Diesem Muster entsprechende Wörter wie „Sturmnacht“, „Bluttat“ oder „Vollmond“ kann man als spondeische Wortfüße bezeichnen, die Metriker sprechen auch von einem fallenden Spondeus; bei einem steigenden Spondeus trägt entsprechend die erste Silbe die Nebenbetonung, die zweite Silbe die Hauptbetonung: „bergan“, „macht mit!“.
Wälzte des Ostwinds Kraft die unendliche Fülle des Meeres
—◡◡ˌ——ˌ— ‖ ◡◡ˌ—◡◡ˌ—◡◡ˌ—◡
Das Problem des Spondeus im Deutschen verlangte jedoch nach einer Lösung, da die Ausdruckskraft des Hexameters wesentlich durch den Wechsel von Daktylen und Spondeen im Vers bedingt ist.
Am nachhaltigsten damit befasst hat sich der als Übersetzer der (in Hexametern verfassten) Homerischen Epen bekannte Johann Heinrich Voß. Seine Lösung war der sogenannte geschleifte Spondeus. Dabei wird die von der Betonung her stärkere Silbe in die schwächere Position gesetzt, also in die Position der (metrischen) Senkung und wird so etwas geschwächt; die von der Betonung her schwächere Silbe besetzt die Hebung und wird so etwas gestärkt; insgesamt gleichen sich die beiden Silben dadurch soweit an, dass sie annähernd gleich stark betont werden.
Bietend ein klein Fernrohr, zu erspähn auch den stäubenden Fahrweg,
—◡◡ˌ——ˌ— ‖ ◡◡ˌ—◡◡ˌ—◡◡ˌ——
Bekannt ist auch der folgende Vers von Voß, in dem an allen fünf möglichen Stellen ein Spondeus statt eines Daktylus verwirklicht wird; nur der fünfte Fuß bleibt ein Daktylus.
Als ringsher pechschwarz aufstieg graundrohende Sturmnacht
— —ˌ— —ˌ— —ˌ— —ˌ—◡◡ˌ— —
Ein anderes Beispiel aus seiner Übersetzung von Vergils Aeneis:
All' jetzt, froh Wettschwungs, kraftvoll rings, heben die Arm' auf
Man hat Voß wegen solcher Verse kritisiert und ihm einen übertriebenen Rigorismus in der Nachbildung antiker Metren vorgeworfen. Andreas Heusler brandmarkte Voß' geschleifte Spondeen als „falsche Spondeen“ und sprach von „Spondeenkrankheit“. In der Tat fällt es schwer, Voß zu folgen, wenn er dem Vers
Düstere Sturmnacht zog, und graunvoll wogte das Meer auf
—◡◡ˌ—◡ˌ—◡ˌ—◡ˌ—◡◡ˌ— —
„kunstlose Natürlichkeit“ bescheinigt, und demgegenüber „durch Kunst veredelte Natur“ in der „mit geschleiften Spondeen überfrachteten“ Version
Düsterer zog Sturmnacht, graunvoll rings wogte das Meer auf
—◡◡ˌ— —ˌ— —ˌ— —ˌ—◡◡ˌ— —
zu erkennen meint. Auch wenn die Art, wie Voß seine geschleiften Spondeen zum Vortrag brachte, die Anerkennung von Zeitgenossen wie Wieland, Herder und Goethe fand, gefolgt ist man ihm letztlich nicht, sondern hat sich für die „kunstlose Natürlichkeit“ entschieden und im Hexameter rhythmische Eintönigkeit durch Wechsel von Daktylus und Trochäus vermieden, unter sparsamer Einmischung von fallenden und steigenden Spondeen. Auch geschleifte Spondeen finden sich, allerdings nur als Ausnahme, nicht als Regel; Ziel ist dabei oft die sprachliche Hervorhebung eines bestimmten Inhalts. Ein Beispiel bietet der Pentameter des ersten Distichons von Emanuel Geibels Charmion:
Täglich Gestöber und Sturm und wiederum Sturm und Gestöber!
Ewig bewölkt, bleischwer lastet der Himmel herab;
—◡◡ˌ——ˌ— ‖ —◡◡ˌ—◡◡ˌ—
Der geschleifte Spondeus "-wölkt, blei- | schwer" unterstützt durch seine drei schweren, gleichmäßig und mit viel Nachdruck zu sprechenden Silben den dargestellten Inhalt.